# Метрика Мінковського
Метрика Мінковського — метрика, яка узагальнює мангеттенську метрику на довільний евклідів простір.

## Визначення
Відстань Мінковського порядку p між двома точками
{\displaystyle P=(x_{1},x_{2},\ldots ,x_{n}){\text{ та }}Q=(y_{1},y_{2},\ldots ,y_{n})\in \mathbb {R} ^{n}}
визначається наступним чином:
{\displaystyle \left(\sum _{i=1}^{n}|x_{i}-y_{i}|^{p}\right)^{1/p}.}
Відстань Мінковського при p≥1 є метрикою як результат нерівності Мінковського.
Метрика Мінковського зазвичай використовується із порядком p, який дорівнює 1 або 2. Коли p = 2 — це евклідова відстань, коли p = 1 це мангетенська відстань. Коли p прямує до нескінченності — це відстань Чебишова:
{\displaystyle \lim _{p\to \infty }{\left(\sum _{i=1}^{n}|x_{i}-y_{i}|^{p}\right)^{\frac {1}{p}}}=\max _{i=1}^{n}|x_{i}-y_{i}|.\,}
Схожим чином, коли p прямує до мінус нескінченності, маємо
{\displaystyle \lim _{p\to -\infty }{\left(\sum _{i=1}^{n}|x_{i}-y_{i}|^{p}\right)^{\frac {1}{p}}}=\min _{i=1}^{n}|x_{i}-y_{i}|.\,}
Наступне зображення показує одиничні кола на площині у метриках із різними значеннями порядку p: